# مارکوس آندروسکا
 مارکوس آندروسکا (انگلیسی: Marcos Ondruska؛ زاده ۱۸ دسامبر ۱۹۷۲) یک تنیس‌باز اهل آفریقای جنوبی است.